# Pyxicephalidae
Pyxicephalidae är en familj av groddjur som ingår i ordningen stjärtlösa groddjur (Anura). Enligt Catalogue of Life omfattar familjen Pyxicephalidae 66 arter. 
Familjens medlemmar förekommer i Afrika söder om Sahara.
Underfamiljer och släkten enligt Amphibian Species of the World och Catalogue of Life:
- Cacosterninae
  - Amietia, 16 arter.
  - Anhydrophryne, 3 arter.
  - Arthroleptella, 7 arter.
  - Cacosternum, 16 arter.
  - Microbatrachella, 1 art.
  - Natalobatrachus, 1 art.
  - Nothophryne, 1 art.
  - Poyntonia, 1 art.
  - Strongylopus, 10 arter.
  - Tomopterna, 15 arter.
- Pyxicephalinae
  - Aubria, 2 arter.
  - Pyxicephalus, 4 arter.

Släktet Ericabatrachus flyttas i nyare verk till familjen Petropedetidae.